# Garcinia jelinckii
Garcinia jelinckii är en tvåhjärtbladig växtart som beskrevs av Wilhelm Sulpiz Kurz. Garcinia jelinckii ingår i släktet Garcinia och familjen Clusiaceae. Inga underarter finns listade i Catalogue of Life.